# 菲沙公路
菲沙公路（英語：Fraser Highway）是加拿大卑詩省低陸平原的一條主幹道，全長38（24英里）。這條公路連接素里與亞布斯佛，曾是卑詩省1A號公路的主要部分，直到後者於2006年停用。這條公路以菲沙河及菲沙河谷命名，而後兩者又以探險家西門·菲沙命名。

## 道路概述
菲沙公路大致呈東南-西北方向延伸，大致與其北部的橫加公路平行。它在鄉村及城市環境之間往返於單向一車道（共兩車道）及單向兩車道（共四車道）之間。
其西端盡頭位於素里的惠利城鎮中心的英皇佐治大道及98街，位於天車英皇佐治站以南。從那裏開始，它穿過堅添巴（Green Timbers）、費列活（Fleetwood）及高華杜（Cloverdale）等社區。
離開素里，這條路線將蘭里市一分為二，然後進入蘭里區的鄉村社區美利威老及奧打高。
東端盡頭位於橫加公路，利曼山道（Mount Lehman Road）以東，位於亞布斯佛的基阿普特社區。